# New Mater Volley 2012-2013
Questa voce raccoglie le informazioni riguardanti la New Mater Volley nelle competizioni ufficiali della stagione 2012-2013.

## Stagione
La stagione 2012-13 è per la New Mater Volley di Castellana Grotte, sponsorizzata da BCC NEP, dopo l'annata 2010-11, la seconda in Serie A1, essendo stata promossa dalla Serie A2, grazie alla vittoria dei play-off promozione, nel campionato 2011-12. Con in panchina il nuova allenatore Flavio Gulinelli, la società rivoluziona completamente la rosa, confermando pochi elementi come Alberto Elia e Marco Falaschi, e, mettendo a segno diversi colpi di mercato, si aggiudica Alessandro Paparoni e Giulio Sabbi, provenienti entrambi dalla rinunciataria M. Roma Volley, i due portoghesi Alexandre e Marco Ferreira, il giovane centrale Enrico Cester e l'esperto schiacciatore Cristian Casoli, oltre allo statunitense Jeffrey Menzel ed il bulgaro Viktor Josifov.
L'avvio di campionato non è dei migliori: la squadra infatti colleziona cinque sconfitte consecutive, riuscendo a vincere la prima partita solo alla sesta giornata contro il Callipo Sport di Vibo Valentia; il girone d'andata è comunque povero di successi, con solo tre vittorie e otto sconfitte, portando la New Mater al terz'ultimo posto in classifica, non sufficiente per qualificarsi alla Coppa Italia. Diverso invece è il girone di ritorno che si apre con la vittoria in trasferta sul campo del Piemonte Volley di Cuneo: dopo due sconfitte consecutive, il club pugliese riesce ad inanellare sette vittorie, interrotte da un solo stop, in casa della Trentino Volley di Trento; la regular season si chiude con l'ottavo posto in classifica, valevole per l'accesso ai play-off scudetto. Nella seconda fase di campionato, la compagine di Castellana Grotte affronta, negli ottavi di finale, i calabresi di Vibo Valentia: dopo il successo in gara 1, il Callipo Sport riesce ad aggiudicarsi le due sfide successive, estromettendo il New Mater Volley dal campionato.

## Organigramma societario
Area direttiva
- Presidente: Gaetano Carpinelli
- Vicepresidente: Roberto Dello Russo
- Segreteria generale: Marilena Mastronardi

Area organizzativa
- Team manager: Giuseppe Calisi
- Direttore sportivo: Bruno De Mori

Area tecnica
- Allenatore: Flavio Gulinelli
- Allenatore in seconda: Giuseppe Lorizio
- Scout man: Matteo Pastore
- Responsabile settore giovanile: Fabio Malerba

Area comunicazione
- Area comunicazione: Pier Paolo Lorizio
- Manager del pubblico: Vito Rubino
- Manager del palasport: Vito Franco Lacatena

Area marketing
- Logistica: Francesco Pace
- Biglietteria: Angelo Saponari

Area sanitaria
- Medico: Giosuè Dell'Aera
- Preparatore atletico: Walter Rizzo
- Fisioterapista: Andrea Giancaspro
- Osteopata: Francesco Boggia

## Rosa
| N° | Nome                    | Ruolo | Data di nascita   | Nazionalità sportiva |
| -- | ----------------------- | ----- | ----------------- | -------------------- |
| 1  | Jeffrey Menzel          | S     | 31 ottobre 1988   | Stati Uniti          |
| 2  | Alberto Elia            | C     | 12 agosto 1985    | Italia               |
| 3  | Antonio Ricciardello    | S     | 27 luglio 1986    | Italia               |
| 4  | Alessandro Paparoni     | L     | 17 agosto 1981    | Italia               |
| 5  | Marco Falaschi          | P     | 18 settembre 1987 | Italia               |
| 6  | Ludovico Dolfo          | S     | 30 giugno 1989    | Italia               |
| 7  | Marco Ferreira          | S/O   | 4 ottobre 1987    | Portogallo           |
| 8  | Kōnstantinos Stivachtīs | P     | 22 maggio 1980    | Grecia               |
| 9  | Martín Kindgard         | P     | 15 dicembre 1986  | Argentina            |
| 10 | Giulio Sabbi            | S/O   | 10 agosto 1989    | Italia               |
| 11 | Alexandre Ferreira      | S     | 13 ottobre 1991   | Portogallo           |
| 12 | Viktor Josifov          | C     | 16 ottobre 1985   | Bulgaria             |
| 15 | Enrico Cester           | C     | 16 marzo 1988     | Italia               |
| 16 | Cristian Casoli         | S     | 27 gennaio 1975   | Italia               |
| 18 | Dāvis Krūmiņš           | P     | 28 giugno 1990    | Italia               |

## Mercato
| Acquisti | Acquisti                | Acquisti          | Acquisti   |
| R.       | Nome                    | da                | Modalità   |
| -------- | ----------------------- | ----------------- | ---------- |
| S        | Cristian Casoli         | Modena            | definitivo |
| C        | Enrico Cester           | Top Volley Latina | definitivo |
| S        | Ludovico Dolfo          | Treviso           | definitivo |
| S        | Alexandre Ferreira      | Espinho           | definitivo |
| S/O      | Marco Ferreira          | Orange Nassau     | definitivo |
| C        | Viktor Josifov          | Modena            | definitivo |
| P        | Martín Kindgard         | Corigliano Volley | definitivo |
| P        | Dāvis Krūmiņš           | Libertas Brianza  | definitivo |
| S        | Jeffrey Menzel          | Almería           | definitivo |
| L        | Alessandro Paparoni     | M. Roma           | definitivo |
| S/O      | Giulio Sabbi            | M. Roma           | definitivo |
| P        | Kōnstantinos Stivachtīs | Panathīnaïkos     | definitivo |

| Cessioni | Cessioni            | Cessioni           | Cessioni   |
| R.       | Nome                | a                  | Modalità   |
| -------- | ------------------- | ------------------ | ---------- |
| S        | Maurizio Castellano | Materdomini        | definitivo |
| S        | Roberto Cazzaniga   | Atripalda          | definitivo |
| L        | Fosco Cicola        | Materdomini        | definitivo |
| S        | João Paulo Tavares  | Panasonic Panthers | definitivo |
| C        | Alessandro Giosa    | Molfetta           | definitivo |
| P        | Martín Kindgard     | -                  | svincolato |
| S/O      | Goran Marić         | Altotevere         | definitivo |
| S/O      | Danail Milušev      | Argos              | definitivo |
| S        | Israel Rodríguez    | Chaumont           | definitivo |
| C        | Hiosvany Salgado    | Padova             | definitivo |
| P        | Paolo Torre         | Altotevere         | definitivo |
| L        | Alessandro Vinella  | ?                  | definitivo |

## Risultati

### Serie A1

#### Girone di andata
| 1ª giornata - 7 ottobre 2012 PalaGrotte, Castellana Grotte    | New Mater          | 1 - 3 | Piemonte           | 20-25, 20-25, 25-23, 20-25        |
| 2ª giornata - 14 novembre 2012 PalaFontescodella, Macerata    | Lube               | 3 - 0 | New Mater          | 25-23, 25-20, 25-22               |
| 3ª giornata - 21 ottobre 2012 PalaGrotte, Castellana Grotte   | New Mater          | 2 - 3 | Sir Safety Perugia | 23-25, 17-25, 25-17, 25-22, 12-15 |
| 4ª giornata - 28 ottobre 2012 PalaPanini, Modena              | Modena             | 3 - 1 | New Mater          | 25-27, 25-19, 25-13, 29-27        |
| 5ª giornata - 4 novembre 2012 PalaOlimpia, Verona             | BluVolley Verona   | 3 - 1 | New Mater          | 25-21, 25-14, 17-25, 25-18        |
| 6ª giornata - 11 novembre 2012 PalaGrotte, Castellana Grotte  | New Mater          | 3 - 0 | Callipo            | 25-23, 25-21, 25-14               |
| 7ª giornata - 18 novembre 2012 PalaBanca, Piacenza            | Piacenza           | 3 - 0 | New Mater          | 25-21, 25-22, 25-20               |
| 8ª giornata - 25 novembre 2012 PalaGrotte, Castellana Grotte  | New Mater          | 0 - 3 | Trentino           | 22-25, 18-25, 25-27               |
| 9ª giornata - 2 dicembre 2012 PalaGrotte, Castellana Grotte   | New Mater          | 3 - 2 | Top Volley Latina  | 26-24, 25-23, 22-25, 20-25, 15-8  |
| 10ª giornata - 9 dicembre 2012 PalaDeAndrè, Ravenna           | Robur Angelo Costa | 2 - 3 | New Mater          | 25-18, 18-25, 25-19, 22-25, 11-15 |
| 11ª giornata - 16 dicembre 2012 PalaGrotte, Castellana Grotte | New Mater          | 0 - 3 | Altotevere         | 20-25, 19-25, 19-25               |

#### Girone di ritorno
| 12ª giornata - 22 dicembre 2012 PalaBreBanca, Cuneo           | Piemonte           | 0 - 3 | New Mater          | 22-25, 27-29, 28-30               |
| 13ª giornata - 6 gennaio 2013 PalaGrotte, Castellana Grotte   | New Mater          | 0 - 3 | Lube               | 21-25, 21-25, 13-25               |
| 14ª giornata - 13 gennaio 2013 PalaEvangelisti, Perugia       | Sir Safety Perugia | 3 - 1 | New Mater          | 25-19, 19-25, 25-17, 25-15        |
| 15ª giornata - 19 gennaio 2013 PalaGrotte, Castellana Grotte  | New Mater          | 3 - 1 | Modena             | 27-25, 23-25, 28-26, 25-20        |
| 16ª giornata - 27 gennaio 2013 PalaGrotte, Castellana Grotte  | New Mater          | 3 - 0 | BluVolley Verona   | 25-19, 25-16, 28-26               |
| 17ª giornata - 3 febbraio 2013 PalaValentia, Vibo Valentia    | Callipo            | 0 - 3 | New Mater          | 15-25, 22-25, 21-25               |
| 18ª giornata - 10 febbraio 2013 PalaGrotte, Castellana Grotte | New Mater          | 3 - 1 | Piacenza           | 25-23, 25-23, 25-27, 25-21        |
| 19ª giornata - 17 febbraio 2013 PalaTrento, Trento            | Trentino           | 3 - 0 | New Mater          | 25-18, 25-20, 25-22               |
| 20ª giornata - 23 febbraio 2013 PalaBianchini, Latina         | Top Volley Latina  | 0 - 3 | New Mater          | 28-30, 26-28, 22-25               |
| 21ª giornata - 3 marzo 2013 PalaGrotte, Castellana Grotte     | New Mater          | 3 - 1 | Robur Angelo Costa | 29-31, 25-19, 25-23, 25-17        |
| 22ª giornata - 10 marzo 2013 PalaKemon, San Giustino          | Altotevere         | 2 - 3 | New Mater          | 25-23, 25-17, 23-25, 22-25, 13-15 |

#### Play-off scudetto
| Ottavi di finale (gara 1) - 13 marzo 2013 PalaGrotte, Castellana Grotte | New Mater | 3 - 2 | Callipo   | 27-25, 25-21, 21-25, 24-26, 15-13 |
| Ottavi di finale (gara 2) - 17 marzo 2013 PalaValentia, Vibo Valentia   | Callipo   | 3 - 0 | New Mater | 25-20, 25-18, 25-19               |
| Ottavi di finale (gara 3) - 24 marzo 2013 PalaGrotte, Castellana Grotte | New Mater | 1 - 3 | Callipo   | 25-21, 22-25, 23-25, 23-25        |

## Statistiche

### Statistiche di squadra
| Competizione | Punti | In casa | In casa | In casa | In trasferta | In trasferta | In trasferta | Totale | Totale | Totale |
| Competizione | Punti | G       | V       | P       | G            | V            | P            | G      | V      | P      |
| ------------ | ----- | ------- | ------- | ------- | ------------ | ------------ | ------------ | ------ | ------ | ------ |
| Serie A1     | 31    | 13      | 7       | 6       | 12           | 5            | 7            | 25     | 12     | 13     |
| Totale       | -     | 13      | 7       | 6       | 12           | 5            | 7            | 25     | 12     | 13     |

G = partite giocate; V = partite vinte; P = partite perse

### Statistiche dei giocatori
| Giocatore       | Serie A1 | Serie A1 | Serie A1 | Serie A1 | Serie A1 | Totale | Totale | Totale | Totale | Totale |
| Giocatore       | P        | PT       | AV       | MV       | BV       | P      | PT     | AV     | MV     | BV     |
| --------------- | -------- | -------- | -------- | -------- | -------- | ------ | ------ | ------ | ------ | ------ |
| C. Casoli       | 25       | 171      | 152      | 14       | 5        | 25     | 171    | 152    | 14     | 5      |
| E. Cester       | 24       | 205      | 130      | 63       | 12       | 24     | 205    | 130    | 63     | 12     |
| L. Dolfo        | 21       | 50       | 43       | 3        | 4        | 21     | 50     | 43     | 3      | 4      |
| A. Elia         | 12       | 14       | 8        | 6        | 0        | 12     | 14     | 8      | 6      | 0      |
| M. Falaschi     | 24       | 61       | 15       | 35       | 11       | 24     | 61     | 15     | 35     | 11     |
| A. Ferreira     | 25       | 225      | 172      | 28       | 25       | 25     | 225    | 172    | 28     | 25     |
| M. Ferreira     | 12       | 17       | 15       | 2        | 0        | 12     | 17     | 15     | 2      | 0      |
| V. Josifov      | 24       | 209      | 118      | 71       | 20       | 24     | 209    | 118    | 71     | 20     |
| M. Kindgard     | -        | -        | -        | -        | -        | -      | -      | -      | -      | -      |
| D. Krūmiņš      | 11       | 5        | 3        | 0        | 2        | 11     | 5      | 3      | 0      | 2      |
| J. Menzel       | 12       | 63       | 59       | 2        | 2        | 12     | 63     | 59     | 2      | 2      |
| A. Paparoni     | 20       | -        | -        | -        | -        | 20     | -      | -      | -      | -      |
| A. Ricciardello | 13       | 2        | 1        | 1        | 0        | 13     | 2      | 1      | 1      | 0      |
| G. Sabbi        | 25       | 433      | 375      | 31       | 28       | 25     | 433    | 375    | 31     | 28     |
| K. Stivachtīs   | 5        | 5        | 3        | 1        | 1        | 5      | 5      | 3      | 1      | 1      |

P = presenze; PT = punti totali; AV = attacchi vincenti; MV = muri vincenti; BV = battute vincenti